# 이슬람의 황금기
이슬람의 황금기(아랍어: العصر الذهبي للإسلام, 페르시아어: دوران طلایی اسلام, 영어: Islamic Golden Age)는 이슬람 문화와 이슬람을 기초로 하여 그리스·로마의 고전 문화나, 페르시아·인도의 여러 문화를 받아들여 성립된 일대 총합 문화이며, 중세 및 르네상스기의 서구 문화에 결정적인 영향을 줌으로써 그 역사적인 의의는 매우 크다. 무함마드의 사후 《꾸란》의 해석을 통해 법학이나 신학이 성립되었지만, 옴미아드 왕조 때부터 외래 학문의 이식이 시작되고, 아바스 왕조 시대가 되면서 그리스어 문헌 번역이 적극적으로 진행되고 철학·수학·과학의 연구가 발달했다. 특히 제7대 칼리프인 마문(재위 813~833)이 바그다드에 '지혜의 집'을 세우고, 그리스어 문헌의 수집 및 번역을 장려하게 되자 절정에 이르렀다. 이들 문화 활동에 종사한 사람은 아랍인보다도 오히려 피정복민이었으며, 특히 페르시아인의 역할이 컸다. 이슬람 문화의 전성기는 9세기부터 11세기에 걸쳐서이며, 12세기에는 쇠퇴하기 시작했다. 

## 법학
무슬림의 유일한 기준서는 《꾸란》이지만, 무함마드 사후 발생해 온 새로운 문제를 해결하기 위해 무함마드의 언행(Sunna)이 지침서가 되었다. 순나를 기록한 것을 《하디스》라 하며 《꾸란》과 함께 전거로 되어 있다. 그러나 《꾸란》도 《하디스》도 법을 체계적으로 설명한 것이 아니고, 내용도 상호 결함되는 곳이 적지 않았으므로, 8세기가 되어 법학자가 나타나 《꾸란》과 전승의 해석에 대한 그들간의 의견 일치가 권위를 갖게 되었다. 또 《꾸란》이나 전승된 규정에 없는 사항에 대해서는 이미 법으로 인정되어 있는 것으로부터의 유추에 따랐다. 이상 4종류가 이슬람법의 기초이다. 현재 이슬람 법학의 정통파라 불리는 하나피, 말리키, 샤피이, 한발리의 4파는 8세기부터 9세기에 걸쳐 성립되었다.

## 신학
무슬림 사이에 가장 일찍부터 또 가장 격렬하게 논쟁된 것은 인간의 자유의지에 관한 문제였다. 최초에는 신의 예정의 절대성이 강조되었으나 곧 이 숙명설을 비판하고, 악의 책임을 인간에게서 구하고 따라서 행위의 창조를 인간에게 인정하는 설이 나타났다. 신의론을 가르치는 무타질라파가 유행했다. 그러나 무타질라파의 극단적인 합리주의에 대해 《쿠란》과 수나에 복귀하라는 소리가 높아감에 따라 알아샤리가 양자를 타협시켜 후대의 정통파 신학의 기초를 닦았다.

## 철학
마문 시대의 그리스어 문헌의 번역에 의해 플라톤이나 아리스토텔레스의 중요 저서가 소개되고 나서부터 일어났다. 이미 9세기 후반에 킨디 같은 훌륭한 철학자가 나타났으며, 10세기에는 파라비가 아리스토텔레스의 주석자로 유명하다.

## 지리학
제국을 통치함에 있어서 관리나 역체(교통과 체신) 장관을 위한 안내서가 필요해지는데, 그런 것으로는 9세기의 이븐 후르다드베의 《제도제국기》가 유명하다. 뒤에 스스로 여행하고, 그 견문에 따라 기술을 하는 지리학자가 나타났다. 10세기의 이븐 하우칼, 역사가로서도 유명한 마스우디 등이 그 예이다.

## 수학
유클리드 기하학을 비롯한 그리스 수학 외에도 인도 수학의 영향을 받아 발달했다. 그 중에서 10진법과 영(0)의 기호를 갖는 인도 숫자의 채용은 중요한 의미를 가지며, 아라비아 숫자의 발달을 촉진시켰을 뿐만 아니라 아라비아 숫자로서 유럽에 전해져 근대 수학의 발전을 도왔다. 아라비아 수학의 공적은 대수학과 삼각법에서 한층 두드러진다. 대수학에서는 콰리즈미가 유명하고, 그가 쓴 《히사블 자브르 왈무카발라》는 라틴어로 번역되어 중세 유럽에 크게 영향을 주었다. 앨지브러(algebra, 대수학)라는 말은 이 책 이름으로부터 나온 것이다. 천문학자로서 알려진 바타니는 삼각법의 사인, 코사인, 탄젠트의 개념을 확립하여 이 방면에서도 불후의 공적을 남겼다.

## 천문학
인도나 그리스의 천문학 서적 번역으로부터 시작되어 마문의 장려 아래 본격화되었다. 마문이 바그다드에 천문대를 만들고 관측을 하게 하면서부터 천문학 연구는 급속히 발전하였으며 일식의 관측, 경도와 위도의 계산, 또 프톨레마이오스의 천문표(天文表) 정정(訂正) 등도 행하여졌다. 또 아스트롤라베(astrolabe)와 같은 우수한 천문 관측 기구가 발명되기도 하였다. 9세기로부터 10세기에 걸쳐 파르가니, 바타니 등의 대천문학자가 배출되었다.

## 물리학
물리학에서는 이븐 알하이삼의 광학 연구가 중요하다. 그는 실험에 의해 빛의 반사나 굴절을 검토하고, 광원(光源)은 시각의 대상에 있다는 것을 명백히 했다. 그의 저서는 로저 베이컨이나 레오나르도 다 빈치나 케플러에게 큰 영향을 주었다.

## 화학
아랍의 화학은 연금술로부터 일어났다. 이 방면의 제1인자는 8세기의 자비르 이븐 하이얀으로, 여과·증류·승화 등의 실험 방법을 확립하고 아비산·유산·알칼리·초석 등을 만들어내며 왕수의 제법에 성공했다. 그가 사용한 용어 중에서 지금도 사용되고 있는 것으로 알칼리·안티모니·증류기 등이 있다.

## 의학
그리스의 히포크라테스나 갈레노스의 의학을 기초로 성립되고, 이븐 시나의 《의학대전(醫學大典)》에 의해 집대성되었다. 이 저서는 그 후 유럽에 전해지고 오랫동안 서구 의학의 기본으로 인정되었다.

## 문학
문학에 있어서는 페르시아의 영향이 컸다. 유명한 《천일야화(Arabian Nights)》는 인도의 전설을 포함한 이란의 《천설화 (1,000가지 설화)》를 원형으로 하여 거기에 이슬람 세계의 여러 가지 이야기가 첨가되어 성립한 것으로, 현재와 같은 형태로 정리된 것은 맘루크 왕조 시대의 일이다.

## 건축
시리아나 페르시아의 정복에 의해 비잔틴 양식이나 페르시아 양식의 건축에 가까이하게 되어, 그들의 영향을 받아가면서 독자적인 종합적 이슬람 건축 양식을 만들어 놓았다. 건축의 중심은 모스크(사원)·종묘·궁전 등이고, 원형 지붕과 아름다운 벽 장식을 특색으로 한다.

## 같이 보기
- 덴마크 황금기
- 네덜란드 황금시대
- 엘리자베스 시대
- 시칠리아 토후국
- 스페인 황금기